# 種田文子
種田 文子（たねだ あやこ、1964年12月19日 - ）は日本の女性声優。北海道出身。マウスプロモーション所属。

## 略歴
勝田声優学院卒業生。
1988年にテアトル・エコー付属養成所卒業。同年江崎プロダクション付属養成所入所。1990年に江崎プロダクション（現：マウスプロモーション）所属となる。

## 人物
声優としては、アニメ、外画などで活躍している。
男の子から中年女性まで演じる。
趣味・特技は北海道弁。

## 出演

### テレビアニメ
- らんま1/2 熱闘編（1989年）
- サラダ十勇士トマトマン（1992年、みょうがおばさん）
- サッカーフィーバー（1994年、ティム）
- ヤマトタケル（1994年、ウガイツキト）
- 十二戦支 爆烈エトレンジャー（1995年、ブタママ、魔女）
- NINKU -忍空-（1995年、老婆）
- 男はつらいよ〜寅次郎忘れな草〜（1998年、栗原・妻）
- MASTERキートン（1998年、女性作業員）

### OVA
- 世界名作童話全集（うさぎ）
- 堕靡泥の星（1989年）
- 難波金融伝・ミナミの帝王（1993年、ホステスB）
- ワイルド7（1994年、シェルビィ）
- KEY THE METAL IDOL（1995年、アナウンサー）
- 真奈美&ナミ スプライト（1997年、真奈美の母）

### 劇場アニメ
- 紅の豚（1992年）

### Webアニメ
- マウスどうぶつえん（2017年、カラカルのあやこ）

### ゲーム
- Heart of Darkness（1998年、サポート）
- ロストチルドレン（1998年、Lune）
- バトルオブサンライズ（2008年、アグナー）

### ドラマCD
- MARS（2005年、キラの母）

### 吹き替え

#### 映画
- アニー2（ハニガン〈キャロル・クリーヴランド〉）
- IT ※テレビ東京版
- インディ・ジョーンズ/若き日の大冒険
- ウェドロック
- うっかり博士の大発明 フラバァ
- シー・オブ・ラブ（サーシャ）※テレビ朝日版
- 地獄の殺人救急車/狙われた金髪の美女（パティ）※テレビ東京版（ソフト収録）
- スリーメン&ベビー（空港案内係）※フジテレビ版
- ダイ・ハード（オペレーター主任）※フジテレビ版
- ダイ・ハード2（スチュワーデス2）※フジテレビ版
- 007 リビング・デイライツ（リンダ）※TBS版
- 超音速ヒーロー ザ・フラッシュ（ショーナ・デューク）※日本テレビ版
- ドロップ・ゾーン ※ソフト版
- 陪審員（オリヴァー〈ジョセフ・ゴードン＝レヴィット〉）
- ビバリーヒルズ・コップ3（ジャニス）※ソフト版
- 不機嫌な赤いバラ（カルロの秘書）
- ラングーンを越えて
- ローラーボール (2002年の映画) ※テレビ東京版

#### ドラマ
- ER緊急救命室
  - シーズンI #17（パメラ〈ニコレット・スコセッシ〉）
  - シーズンII #11（マイケル〈クレイグ・ラマー・トレイラー〉）、#16（デビッド〈ダンテ・リッツォ〉）
  - シーズンIII（ザック〈ジョシュア・パターソン、ジョナサン・パターソン〉）
  - シーズンIV #14（インターン〈ジュリー・シルヴァーストーン〉）
  - シーズンV #8（プライス〈チェラル・ダンカン〉）、#21（アンドレア・ブロドフ〈モイラ・ウォリー〉）
  - シーズンVIII #8（シャロン）
  - シーズンXI #10（アレナ〈ナターシャ・ペレス〉）
- ザ・ケープ 漆黒のヒーロー
- CSI:マイアミ9
- HAWAII FIVE-0
- フレンズ（スーザン・バンチ）
- 名探偵ポワロ マギンティ夫人は死んだ（イヴ・カーペンター）
- 恋愛兵法（馬麗）

#### アニメ
- きよしこの夜 バスターとチョーンシーの素敵なクリスマス（テレジア女王）
- タンタンの冒険
- バットマン